# Sînivți, Lanivți
Sînivți (în ucraineană Синівці) este un sat în comuna Borsukî din raionul Lanivți, regiunea Ternopil, Ucraina.

## Demografie
Componența lingvistică a localității Sînivți
     Ucraineană (100%)
Conform recensământului din 2001, toată populația localității Sînivți era vorbitoare de ucraineană (100%).